# Mohamed al-Montasser
Mohammed al-Montasser (arabe : محمد المنتصر) est un homme d'affaires libyen né en 1960, membre du Conseil national de transition pendant la révolution libyenne de 2011. Il y représente la ville de Misrata.

## Sources
- (en) Cet article est partiellement ou en totalité issu de l’article de Wikipédia en anglais intitulé « Mohamed Al-Muntasir » (voir la liste des auteurs).